# Жербин, Алексей Степанович
Алексей Степанович Жербин  (1923—2016) — советский и российский историк. Заслуженный деятель науки Карельской АССР.
Почётный доктор университета города Йоэнсуу (Финляндия).

## Биография
Родился в семье карельского крестьянина в селе Нурмолице Олонецкого уезда.
После окончания в 1946 году Карело-Финского государственного университета был принят на работу в Институт языка, литературы и истории Карело-Финской научной базы АН СССР младшим, затем старшим научным сотрудником, с 1972 по 1986 гг. возглавлял сектор истории Карельского научного центра АН СССР.
В 1948—1951 гг. проходил аспирантскую подготовку при Ленинградском отделении Института истории АН СССР.
В 1952 г. защитил кандидатскую диссертацию на тему «Переселение карел в Россию в XVII веке».
В основном интерес Жербина был прикован к истории Карелии ХVII-ХIХ столетий, послевоенный период истории СССР. Был автором глав первого обобщающего труда о Карелии— «Очерков истории Карелии».
Стоял у истоков научного сотрудничества историков Карелии и соседней Финляндии.
Был одним из руководителей первого комплексного труда о карелах — «Карелы Карельской АССР» (1983 г.).
В 1988 г. Жербин на пенсии, проживал в Финляндии.
Награждён медалями «За трудовую доблесть», «Ветеран труда», почетной грамотой Президиума Верховного Совета Карельской АССР.

## Научные труды
- Переселение карел в Россию в XVII веке. Петрозаводск: Государственное издательство Карело-Финской СССР, 1956. 77, [2] с.
- Переселение карел на русские земли в русской историографии // Вопросы истории Карелии. Петрозаводск, 1958. С. 60-66.
- Краткий обзор послевоенной литературы по истории Финляндии // Известия Карельского и Кольского филиалов Академии наук СССР. Петрозаводск, 1958. Т. 4. С. 181—186.
- Белофинская интервенция 1918—1922 гг. в Карелию в финляндской буржуазной исторической литературе // Из истории интервенции и гражданской войны в Карелии (1918-1920 гг.). Петрозаводск, 1960. С. 75-83.
- Условия формирования промышленного пролетариата Финляндии в XIX веке // Скандинавский сборник, Вып. 5. Таллин, 1962. С. 97-114.
- «Карельский вопрос» в современной финляндской исторической литературе // Научная конференция, посвященная итогам работ института языка, литературы и истории Карельского филиала АН СССР за 1962 год. Петрозаводск, 1963. С. 21-23.
- Формирование промышленного пролетариата в Финляндии во второй половине XIX века: (историко-экономический очерк). Москва; Ленинград: Издательство Академии наук СССР, 1963. 104 с.
- Материалы по истории Карелии в финляндском журнале «Historiallinen aikakauskirja» за 1961—1965 гг. / А. С. Жербин // Научная конференция по итогам работ за 1965 год / Петрозаводский институт языка, литературы и истории. Секция исторических наук. — Петрозаводск, 1966. — С. 82-85
- Приладожская Карелия в послевоенной финляндской историографии / А. С. Жербин // Тезисы докладов четвертой Всесоюзной конференции по истории, экономике, литературе и языку скандинавских стран и Финляндии. — Петрозаводск, 1968. — Ч. 1. — С. 94-96
- История Советской Карелии в финляндской буржуазной литературе (1918—1945 гг.) / А. С. Жербин // 50 лет Советской Карелии. — Петрозаводск, 1970. — С. 248—267.
- История советской Карелии в интерпретации финляндской историографии (1930-е годы) / А. С. Жербин // Научная конференция по истории и литературе Советской Карелии, посвященная 100-летию со дня рождения В. И. Ленина и 50-летию Карельской АССР / С. 83-85. — Петрозаводск, 1970.
- Промышленные рабочие Карелии, 1946—1958 гг. / А. С. Жеребин ; Карельский филиал Академии наук СССР, Институт языка, литературы и истории. — Петрозаводск : Карелия, 1971. — 105, [2] с.
- Советская наука о происхождении карел // Происхождение карел. — Йоэнсуу, 1976. — С. 19-40
- О развитии промышленности в Финляндии и Карелии в XIХ в. / А. С. Жербин // Россия и Финляндия: торговля, промыслы, крупная промышленность : материалы V советско-финляндского симпозиума по социально-экономической истории, 1978. — Ленинград, 1981. — С. 115—117. -
- История пролетариата Карелии в трудах Я. А. Балагурова // Изучение и преподавание историографии в высшей школе. — Петрозаводск, 1985. — С. 37-41.
- Основные этапы изучения истории советской Карелии / А. С. Жербин // Историография советской Карелии : итоги и перпективы изучения. — Петрозаводск, 1986. — С. 5-17.
- История Карелии X—XVI вв. в работах финляндского историка Х. Киркинена / А. С. Жербин // Всесоюзная конференция по изучению истории, экономики, языка и литературы скандинавских стран и Финляндии : тезисы докладов — Москва, 1986. — Ч. 1. — С. 143—144
- Христианизация Карелии в XII-XVI веках // Православие в Карелии. — Петрозаводск, 1987. — С. 25-35 .
- Карелия X — начала XYII в. в трудах финляндского историка Х.Киркинена / А. С. Жербин // Историография дореволюционной Карелии : итоги и перспективы изучения. — Петрозаводск, 1988. — С. 80-89. — Библиогр. в подстроч. примеч.
- Основные итоги изучения истории дореволюционной Карелии / А. С. Жербин // Историография дореволюционной Карелии : итоги и перспективы изучения. — Петрозаводск, 1988. — С.4-16.
- Из истории знакомства с Карелией в Финляндии. Путешествия А.Альквиста (50-е гг. XIX в.) // Европейский Север: история и современность. — Петрозаводск, 1990. — С. 28-29.